# Giornalisti uccisi in Europa

Numero di giornalisti uccisi o assassinati in Europa (esclusa la Russia) mentre erano in servizio o stavano lavorando, dal 1992 all'ottobre 2017

Questa è una lista dei giornalisti uccisi in Europa, suddivisa per paesi in cui sono avvenuti i decessi.
Nonostante i giornalisti del continente lavorino generalmente in buone condizioni, si sono succeduti negli anni diversi casi di giornalisti uccisi per il lavoro svolto, e molti dei responsabili rimangono tuttora impuniti. La lista include anche alcuni paesi intercontinentali, come Turchia, Russia e Kazakistan.

## Abcasia
- Alexandra Tuttle, una corrispondente del Wall Street Journal, è stata uccisa il 22 settembre 1993 quando l'aereo militare su cui volava è stato colpito da un missile terra-aria abcasiano.[2]
- Andrej Solov'ëv, un fotografo di guerra sovietico dell'ITAR-TASS è stato ucciso da un cecchino a Sukhumi il 27 settembre 1993.[3]
- Georgy Chanya, corrispondente di Resonants, è stato ucciso il 26 maggio 1998 mentre copriva i combattimenti fra ribelli abcasiani e guerriglieri georgiani vicino a Gali.[4]

## Armenia
- Tigran Naġġalyan è stato ucciso con un colpo alla testa il 28 dicembre 2002 a Erevan.[5]

## Azerbaigian
- Adil Bunyatov, cameraman per Reuters TV e la Turan Information Agency, è stato ucciso il 17 marzo 1995 mentre riprendeva un attacco dell'esercito, ordinato dal governo azero, ai danni di un corpo di polizia che si era ribellato al governo.[6][7]
- Çingiz Mustafayev, fotoreporter per la Democratic Russia Press Agency, è morto il 15 giugno 1992 per un colpo di mortaio mentre riprendeva uno scontro a fuoco tra azeri e armeni nella regione del Nagorno Karabakh.[8][9]
- Elmar Huseynov, fondatore e redattore del settimanale indipendente d'opposizione Monitor, è stato assassinato a colpi d'arma da fuoco nel suo appartamento a Baku il 2 marzo 2005, dopo aver ricevuto varie minacce per il suo lavoro.[10][11]
- Il giornalista indipendente Rafiq Tağı, che collaborava con la filiale azera di Radio Free Europe/Radio Liberty (RFE/RL), è morto in un ospedale di Baku il 21 novembre 2011, dopo essere stato pugnalato due giorni prima per l'odio suscitato da un suo articolo considerato troppo critico nei confronti dell'Islam,[12][13] per il quale era stato condannato a quattro anni di carcere dalla corte azera nel 2007.[14]
- Novruzali Mammadov, direttore del giornale taliscio Talyshi Sado, è morto il 17 agosto 2009 nell'ospedale del Servizio penitenziario del Ministero della Giustizia dell'Azerbaigian, dove era stato privato della necessaria assistenza medica e nel quale era stato incarcerato dietro l'accusa di essere stato pagato dall'Iran per pubblicare il suo giornale, rivolto alla minoranza etnica di talisci residenti in Azerbaigian.[15][16]
- Rasim Aliyev, presidente dell'Istituto per la libertà e la sicurezza dei giornalisti (IRFS), è morto il 9 agosto 2015 dopo essere stato pestato il giorno precedente nel centro di Baku in seguito alle critiche rivolte dal giornalista a un calciatore della nazionale azera.[17][18][19]

## Bielorussia
- Il giornalista Dzmitryj Zavadski, cameraman personale del presidente Aljaksandr Lukašėnka, è scomparso e probabilmente morto il 7 luglio 2000. Il 14 marzo 2002 sono state condannate quattro persone con l'accusa di averlo rapito, ma, dal momento che il corpo non è mai stato ritrovato, non c'è stata alcuna sentenza per omicidio; i mandanti del rapimento, allo stesso modo, non sono mai stati identificati.[20][21] Zavadski è stato dichiarato morto il 28 novembre 2003.[22]
- Aleh Bjabenin, co-fondatore e direttore del sito web di opposizione politica Charter 97, è stato trovato impiccato all'interno della sua abitazione estiva a Minsk il 3 settembre 2010, ma dal momento che non è stato trovato alcun messaggio lasciato dal giornalista l'ipotesi del suicidio è stata ritenuta dubbia.[23][24][25]

## Bosnia ed Erzegovina
Durante le guerre jugoslave, tra il 1991 e il 1995, sono rimasti uccisi 75 giornalisti:
- Il 28 gennaio 1994, nei pressi della città di Mostar, restano uccisi per un colpo di mortaio tre giornalisti italiani della Rai di Trieste: Marco Luchetta, Alessandro Saša Ota e Dario D'Angelo.[27][28]
- Il 1º maggio dello stesso anno, sempre vicino a Mostar, a causa dello scoppio di una mina rimangono uccisi i giornalisti Bryan Brinton e Francis William Tomasic, mentre lo scrittore e giornalista William Vollmann rimane ferito.[29]

## Bulgaria
- Il conduttore e autore radiofonico Bobi Cankov, che si era occupato a lungo dei crimini legati alla mafia bulgara, è stato assassinato nel centro di Sofia il 5 gennaio 2010.[30][31]
- Viktorija Marinova, una giornalista televisiva che stava cercando di fare luce su un sospetto caso di corruzione legato all'attribuzione dei fondi europei, è stata violentata e uccisa nella città di Ruse; il suo cadavere è stato ritrovato il 7 ottobre 2018.[32][33][34]

## Cipro
- Il giornalista turco-cipriota Kutlu Adalı è stato assassinato a colpi d'arma da fuoco fuori dalla sua abitazione a Nicosia, il 6 luglio 1996.[35] L'omicidio è stato rivendicato dalla "Brigata della vendetta turca" (TİT),[36] ma nessuno è stato mai condannato; secondo la vedova del giornalista, inoltre, gli indizi sull'omicidio sono stati fatti sparire e non è stata condotta alcuna indagine.[37]

## Croazia
Secondo l'Associazione dei giornalisti croati (HND) almeno 14 giornalisti sono stati uccisi in Croazia durante le guerre jugoslave (1991–1995); secondo Balkan Insight sono stati uccisi anche 13 giornalisti stranieri.
- Egon Scotland, un giornalista tedesco della Süddeutsche Zeitung, è stato ucciso il 26 luglio 1991 a Glina. Il comandante paramilitare serbo Dragan Vasiljković (Capitano Dragan) è stato ritenuto responsabile della sua morte.[38][39][40]
- Il fotografo e cameraman croato Gordan Lederer è stato ucciso da un cecchino serbo a Hrvatska Kostajnica, il 9 agosto 1991, durante la guerra d'indipendenza croata.[41][42]
- I reporter di guerra russi Viktor Nogin e Gennadij Kurinnoj, della VGTRK, sono stati uccisi, probabilmente da ribelli serbi, il 1º settembre 1991.[38]
- Il giornalista croato Siniša Glavašević è stato pestato e giustiziato dalle forze paramilitari serbe, insieme a centinaia di altre persone, tra il 18 e il 20 novembre 1991, durante la battaglia di Vukovar, e il suo corpo è stato recuperato nel 1997 da una fossa comune vicino al villaggio di Ovčar.[43][44]
- Il fotografo croato Pavo Urban da un frammento di granata durante un bombardamento a Ragusa il 6 dicembre 1991.[45]

## Danimarca
- Kim Wall, giornalista freelance svedese, è stata violentata e uccisa dall'inventore Peter Madsen a bordo del suo sommergibile privato, il UC3 Nautilus, la sera tra il 10 e l'11 agosto 2017. Madsen è stato in seguito condannato all'ergastolo per l'omicidio della giornalista.[46][47]

## Francia
- Francisco Javier Galdeano, corrispondente di Egin in Iparralde, è stato assassinato a Saint-Jean-de-Luz il 30 maggio 1985.[48]
- Il giornalista e saggista Nicolas Giudici è stato ucciso in Corsica il 16 giugno 2001. Gli investigatori hanno escluso il movente politico o mafioso, e il Fronte di Liberazione Nazionale Corso ha negato ogni responsabilità. Un uomo, responsabile di alcune rapine, è stato sospettato dell'omicidio, ma è stato ucciso prima del processo.[49]
- Delle dodici vittime dell'attentato alla sede di Charlie Hebdo del 7 gennaio 2015, nove erano giornalisti: Jean Cabut, Elsa Cayat, Stéphane Charbonnier, Philippe Honoré, Bernard Maris, Mustapha Ourrad, Michel Renaud, Bernard Verlhac e Georges Wolinski.[50][51] Philippe Lançon, Fabrice Nicolino e Laurent Sourisseau sono invece rimasti feriti.[52][53][54]
- Guillaume B. Decherf, critico musicale per il settimanale Les Inrockuptibles, è rimasto ucciso durante gli attentati di Parigi del 13 novembre 2015, mentre si trovava all'interno del Bataclan.[55]
- I due giovani giornalisti radiofonici Antonio Megalizzi e Bartosz Orent-Niedzielski sono stati fra le vittime dell'attentato di Strasburgo dell'11 dicembre 2018. A entrambi è stato intitolato uno studio radiofonico al Parlamento europeo.[56]

## Georgia
- David Bolkvadze, un giornalista georgiano di Worldwide Television News è stato ucciso a Khobi il 28 ottobre 1993 mentre seguiva la guerra civile in Georgia[57]
- Antonio Russo, giornalista italiano inviato di Radio Radicale, è stato ucciso a Ujarma il 16 ottobre 2000.[58]
- Giorgi Sanaia, un conduttore di Rustavi-2, è stato ucciso nel suo appartamento a Tbilisi il 26 luglio 2001.[59]
- Stan Storimans, un cameraman olandese di RTL TV, è stato ucciso a Gori il 12 agosto 2008, durante la seconda guerra in Ossezia del Sud. Secondo il governo olandese è stato ucciso da una bomba a grappolo russa.[60]

## Grecia
- Il giornalista investigativo Sokratis Giolias è stato ucciso il 19 luglio 2010 a Īlioupolī, nell'unità periferica di Atene Centrale. Giolias è stato assassinato con le stesse armi utilizzate in altre occasioni dalla Setta dei rivoluzionari, sospettata dell'omicidio,[61] ma i colpevoli non sono ancora stati identificati.[62]
- Il giornalista Giorgios Karaivaz è stato ucciso ad Atene davanti alla sua abitazione venerdì 9 aprile 2021.[63]

## Irlanda
- La giornalista irlandese Veronica Guerin, nota per la sua lotta al narcotraffico, è stata uccisa dai cartelli della droga il 26 giugno 1996.[64][65]

## Italia
Secondo un dossier realizzato nel 2014 dall'osservatorio Ossigeno per l'informazione su commissione della Commissione parlamentare antimafia, sarebbero 28 i giornalisti italiani uccisi dal secondo dopoguerra ad oggi, mentre almeno 15 giornalisti vivono attualmente sotto scorta e altri 2 800 hanno ricevuto minacce di morte.
Di questi, undici sono morti per mano di mafia e camorra (nel caso di nove giornalisti) o come vittime di azioni terroristiche (due giornalisti):
- Cosimo Cristina, fondatore del periodico di Palermo Prospettive Siciliane, ucciso il 5 maggio 1960 dalla mafia.[69]
- Mauro De Mauro, rapito da Cosa nostra il 16 settembre 1970 e di cui non è mai stato trovato il corpo.[70]
- Giovanni Spampinato, ucciso dalla mafia il 27 ottobre 1972.[71]
- Carlo Casalegno, ucciso il 29 novembre 1977 dalle Brigate Rosse.[72]
- Peppino Impastato, assassinato il 9 maggio 1978 da Cosa Nostra.[73]
- Mario Francese, cronista per il Giornale di Sicilia, è stato ucciso da Cosa nostra il 26 gennaio 1979.[74]
- Mino Pecorelli, fondatore di OP-Osservatore Politico, ucciso a colpi di pistola il 20 marzo 1979. I responsabili non sono mai stati accertati.[75]
- Walter Tobagi, scrittore e cronista per il Corriere della Sera, è stato assassinato il 28 maggio 1980 in un attacco terroristico della Brigata XXVIII marzo.[76]
- Giuseppe Fava, direttore del Giornale del Sud e fondatore de I Siciliani, è stato ucciso da Cosa nostra il 5 gennaio 1984.[77]
- Giancarlo Siani, assassinato dalla camorra il 23 settembre 1985.[78]
- Mauro Rostagno, uno dei fondatori del movimento politico Lotta Continua, è rimasto vittima di un agguato mafioso il 26 settembre 1988.[79]
- Beppe Alfano, ucciso dalla mafia l'8 gennaio 1993.[80]

Gli altri diciassette giornalisti sono invece rimasti uccisi mentre si trovavano in missione all'estero. L'elenco comprende i nomi di Ilaria Alpi, Enzo Baldoni, Raffaele Ciriello, Maria Grazia Cutuli, Dario D’Angelo, Amerigo Grilz, Miran Hrovatin, Marco Luchetta, Alessandro Ota, Marcello Palmisano, Guido Puletti e Andrea Rocchelli.

## Kazakistan
- Askhat Sharipjanov, un editor del sito Navigator, è stato investito da una macchina ad Almaty il 20 luglio 2004. Il guidatore è stato condannato per violazioni del codice della strada e guida pericolosa, ma secondo i colleghi di Sharipjanov si sarebbe trattato di un omicidio su commissione.[81]
- Gennady Pavlyuk (pseudonimo: Ibragim Rustambek), caporedattore di Bely Parokhod, è morto in un ospedale ad Almaty il 22 dicembre 2009, sei giorni dopo essere caduto da un edificio con le mani e le braccia legate con nastro adesivo. Due persone sono state condannate per il suo omicidio.[82]

## Kosovo
- Durante la guerra del Kosovo, e in seguito ad essa, sono scomparsi almeno sette giornalisti serbi che si ritiene siano morti in Kosovo.[83]
- Due giornalisti tedeschi, Gabriel Grüner e Volker Krämer, sono stati uccisi da dei soldati jugoslavi il 13 giugno 1999, vicino al villaggio di Dulje. Krämer è morto immediatamente, mentre Grüner è morto più tardi all'ospedale di Tetovo, nella Repubblica di Macedonia.[84]
- Il giornalista Bekim Kastrati è stato ucciso con colpi di arma da fuoco il 19 ottobre 2001 mentre si trovava in auto con altri due uomini, uno dei quali è morto poco dopo all'ospedale. Il movente dell'omicidio non è stato ancora chiarito.[85]
- Il giornalista Bardhyl Ajeti è morto il 28 giugno 2005 in un ospedale di Milano dopo che qualcuno, non ancora identificato, gli aveva sparato in auto il 3 giugno precedente in Kosovo.[86]

## Lettonia
- Gundars Matiss è morto il 28 novembre 2001 in seguito alle ferite riportate in un attacco subito il 15 novembre.[87]

## Lituania
- Il giornalista Vitas Lingis, editore del quotidiano Republica che stava investigando dei casi di corruzione della criminalità lituana, è stato ucciso il 12 ottobre 1993.[88]

## Malta
- La giornalista maltese Daphne Caruana Galizia, che aveva apertamente condannato la corruzione della politica maltese, è stata uccisa il 16 ottobre 2017 in un attentato da un'autobomba.[89]

## Ossezia del Sud
- Alexander Klimchuk (capo di Caucasus Images) e Grigol Chikhladze (freelance e membro di of Caucasus Images) sono stati uccisi il 10 agosto 2008 mentre tentavano di entrare a Tskhinvali.[90][91]

## Polonia
- Il giornalista investigativo Łukasz Masiak è stato pestato a morte nella città di Mława il 14 giugno 2015.[92]

## Regno Unito
- Ross McWhirter, cofondatore del Guinness dei primati, è stato assassinato a Londra dal Provisional Irish Republican Army (IRA) il 27 novembre 1975; McWhirter aveva offerto una ricompensa a chiunque avesse fornito informazioni utili per la cattura dei responsabili di alcuni recenti attentati rivendicati dalla stessa IRA.[93]
- Lo scrittore bulgaro Georgi Markov, che lavorava come giornalista per la BBC e si era mostrato critico nei confronti del governo di Todor Živkov, è morto l'11 settembre 1978 dopo essere stato avvelenato con un ombrello bulgaro qualche giorno prima.[94]
- La giornalista e conduttrice della BBC Jill Dando è stata assassinata a Londra il 26 aprile 1999 con un colpo di pistola alla testa. Il caso è irrisolto.[95]
- Il giornalista investigativo irlandese Martin O'Hagan è stato ucciso in Irlanda del Nord dal Red Hand Defenders il 28 settembre 2001.[96][97]
- Il 18 aprile 2019 la giornalista investigativa Lyra McKee è stata uccisa da un colpo di arma a fuoco alla testa a Derry, in Irlanda del Nord, durante degli scontri fra manifestanti repubblicani e polizia.[98] In una comunicazione al quotidiano The Irish News il gruppo paramilitare New IRA si è assunto la responsabilità dell'attacco e ha offerto le proprie scuse.[99]

## Romania
Due giornalisti sono stati uccisi, e altri feriti, durante la rivoluzione che portò alla caduta di Nicolae Ceaușescu:
- Jean-Louis Calderon, giornalista francese di La Cinq, è morto a Bucarest schiacciato da un carro armato il 22 dicembre 1989.[100]
- Danny Huwe, giornalista belga di VTM, è stato ucciso da un cecchino il 23 dicembre 1989 mentre arrivava a Bucarest da Sofia.[101]

## Russia
Dagli anni 1990 sono stati uccisi centinaia di giornalisti in Russia.

## Serbia
- La giornalista serba Dada Vujasinović è stata trovata morta nel suo appartamento l'8 aprile 1994; inizialmente considerato un suicidio, il decesso è stato ritenuto un caso di omicidio a partire dal gennaio 2009, ma nessun colpevole è stato ancora individuato.[104]
- Slavko Ćuruvija, editore e direttore del Dnevni Telegraf e dell'Evropianin, è stato assassinato a Belgrado l'11 aprile 1999.[105] Pur essendo in corso un processo, secondo Veran Matić, presidente della Commissione d'indagine sugli omicidi dei giornalisti in Serbia, il collegio giudicante avrebbe già deciso di «assolvere gli imputati».[106]
- Il 7 maggio 1999, durante i bombardamenti della NATO dell'ambasciata cinese di Belgrado, persero la vita tre giornalisti cinesi.[107][108]
- Milan Pantić è stato ucciso l'11 giugno 2001 a Jagodina, ma il caso rimane irrisolto.[109]
- Il giornalista Luka Popov è stato ucciso nella sua abitazione nel villaggio di Srpski Krstur il 16 giugno 2016.[110] Alcuni giorni dopo sono state arrestate tre persone per l'omicidio del giornalista.[111]

## Slovacchia
- Il 25 febbraio 2018, il giornalista investigativo slovacco Ján Kuciak e la sua fidanzata sono stati trovati morti nella loro abitazione a Veľká Mača, nella Slovacchia occidentale.[112] Il giornalista, che scriveva per il sito web d'informazione Aktuality.sk, si era occupato di casi di corruzione e truffe riguardanti l'assegnazione dei fondi dell'Unione europea,[112] e prima di morire stava lavorando ad una bozza per una storia che avrebbe collegato degli esponenti del governo del Primo ministro Robert Fico a degli uomini d'affari italiani della 'ndrangheta.[113]

## Slovenia
- Il 28 giugno 1991, durante uno scontro nell'aeroporto di Lubiana Jože Pučnik all'inizio della guerra dei dieci giorni, rimangono uccisi Norbert Werner e Nikolas Vogel, due giornalisti austriaci.[27][114][115]

## Spagna
- Il giornalista Cristóbal Botella y Serra è stato ucciso nel 1921.
- Il giornalista Luis de Sirval è stato ucciso nel 1934.
- Il giornalista e politico Manuel Delgado Barreto è stato ucciso nel 1936.
- Il fotografo Francisco Goñi è stato ucciso nel 1936.
- Il giornalista Jaime Maestro Pérez è stato ucciso nel 1936.
- Il giornalista Estanislao Rico Ariza è stato ucciso nel 1936.
- Il sacerdote e giornalista Emilio Ruiz Muñoz è stato ucciso nel 1936.
- Il giornalista sportivo Paulino Martín García è stato ucciso l'11 agosto 1977.[116]
- Il giornalista José María Portell è stato ucciso dall'organizzazione separatista basca Euskadi Ta Askatasuna (ETA) nel 1978.[117]
- Il giornalista e attivista José Luis López de Lacalle, che scriveva per il quotidiano conservatore El Mundo, è stato ucciso dall'ETA il 7 maggio 2000.[118]

## Turchia
In seguito all'omicidio del giornalista armeno Hrant Dink a Istanbul del 19 gennaio 2007, sono state pubblicate varie liste di giornalisti uccisi in Turchia a partire dal XX secolo. Una di queste liste è stata redatta dall'Associazione dei giornalisti turchi (in turco Türkiye Gazeteciler Cemiyeti): essa contiene 64 nomi di giornalisti uccisi dal 1909 al 2015. Secondo la lista pubblicata dalla "Piattaforma solidale con i giornalisti imprigionati" (in turco Tutuklu Gazetecilerle Dayanışma Platformu, TGDP) nell'aprile 2012, invece, sarebbero 112 i giornalisti morti in Turchia (dal 1909 al 2010).

## Ucraina
Durante la presidenza di Leonid Kučma, tra il 1994 e il 2005, vari giornali d'opposizione sono stati chiusi e diversi giornalisti sono morti in circostanze misteriose:
- Aprile 1995 – Volodymyr Ivanov, nella città di Sebastopoli.[125]
- Maggio 1996 – Ihor Hrušec'kyj, nella città di Čerkasy.[125]
- 13 marzo 1997 – Petro Ševčenko, inviato del quotidiano di Luhans'k Kyjivskije Vedomosti che aveva scritto vari articoli sui dibattiti tra il sindaco di Luhans'k e il Servizio di sicurezza dell'Ucraina (SBU), è stato trovato impiccato in un edificio abbandonato di Kiev.[126]
- 11 agosto 1997 – Borys Derevjanko, direttore del giornale ucraino Večernjaja Odessa, ucciso con due colpi di arma da fuoco.[126]
- 16 maggio 1999 – Ihor Bondar, direttore dell'emittente televisiva AMT, è stato ucciso da degli uomini armati in un'auto in corsa, nel quartiere residenziale di Odessa, insieme a Boris Vichrov, il giudice che presiedeva la corte della città.[126]
- 16 settembre 2000 – Georgij Gongadze, cofondatore del giornale on-line Ukraïns'ka pravda che aveva più volte manifestato la propria opposizione al governo del presidente Leonid Kučma, è stato rapito e ucciso nel distretto di Tarashcha.[127][128]
- 24 giugno 2001 – Oleh Breus, editore del settimanale XXI Vek, è stato assassinato fuori dalla sua abitazione a Luhans'k. Breus, che era sopravvissuto a un tentato omicidio già nel dicembre del 2000, e i suoi colleghi avevano ricevuto varie minacce nei mesi precedenti all'uccisione.[126]
- 7 luglio 2001 – Ihor Aleksandrov, direttore dell'emittente radiotelevisiva di Slov"jans'k TOR, è morto per le ferite riportate il 3 luglio quando quattro uominilo hanno pestato nel suo ufficio con delle mazze da baseball. I media locali hanno suggerito che il movente dell'aggressione possa essere ricondotto alle investigazioni portate avanti da Oleksandrov su corruzione e criminalità organizzata.[126][129]
- 27 novembre 2002 – Mychajlo Kolomec, cofondatore dell'Ukrainian News Agency, è stato trovato impiccato a un albero in Bielorussia.[130]
- 14 dicembre 2003 – Volodymyr Karačevcev, presidente dell'Unione Regionale Indipendente dei giornalisti ucraini, è stato trovato morto nella sua abitazione a Melitopol'. La polizia non ha escluso la possibilità che si sia trattato di omicidio.[126][131]
- 3 marzo 2004 – Jurij Čečyk, direttore di Radio Yuta a Poltava, è rimasto ucciso in circostanze misteriose in un incidente stradale mentre si stava dirigendo ad un incontro coi direttori esecutivi del ramo ucraino di Radio Free Europe, che si era mostrato spesso critico nei confronti del governo ucraino.[126]
- Agosto 2010 – Vasil' Kliment'jev, giornalista investigativo e direttore del giornale di Charkiv Novy Stil che stava indagando su dei casi di corruzione, è scomparso ad agosto e la polizia ritiene che sia stato ucciso.[132][133]
- 20 febbraio 2014 – Ihor Kostenko, giornalista ucraino di 22 anni che scriveva per il giornale Sportanalytic (contribuiva inoltre a Wikipedia in ucraino), è morto durante l'Euromaidan.[134]
- 24 maggio 2014 – Andrea Rocchelli, giornalista e fotoreporter italiano, è morto durante l'assedio di Sloviansk insieme al suo interprete russo Andrej Mironov, ucciso da una granata durante un probabile agguato.[135][136]
- 17 giugno 2014 – Il giornalista russo Igor' Korneljuk e il tecnico del suono Anton Vološin sono morti, secondo quanto riferito da un portavoce della Repubblica Popolare di Lugansk, a causa di colpi di mortaio durante uno scontro armato organizzato dalle forze ucraine vicino al confine russo.[137][138]
- 29 giugno 2014 – Anatoij Kljan, cameraman russo per l'emittente televisiva Pervyj kanal, è stato colpito allo stomaco quando le forze ucraine hanno iniziato a sparare contro l'autobus su cui si trovava, vicino alla base militare di Donec'k, ed è morto poco dopo. Kljan si trovava su un autobus pieno di madri di soldati, intenzionate a negoziare con l'esercito ucraino per ottenere un congedo per i loro figli.[139][140]
- Novembre 2014 – Il giornalista Aleksandr Kučinskij e sua moglie sono stati accoltellati nella loro abitazione di Bohorodičnoja, vicino a Slov"jans'k.[141]
- 20 febbraio 2015 – Serhij Nikolajev, fotoreporter per l'agenzia di stampa Rossija Segodnja, è rimasto ucciso da un colpo di mortaio mentre stava riprendendo uno scontro armato nella periferia di Donec'k.[142]
- Marzo 2015 – Olga Moroz, caporedattrice del Netešinskij Vestnik, è stata trovata morta nel suo appartamento mostrando segni di violenza.[143][144]
- 16 aprile 2015 – Oles Buzina, scrittore e giornalista filo-russo, è stato assassinato davanti alla sua abitazione a Kiev.[145]
- 20 luglio 2016 – Pavel Šaramet, giornalista bielorusso fortemente critico della censura in Russia, è stato ucciso da un'autobomba.[146][147]
- 13 marzo 2022 - Brent Renaud, giornalista, documentarista e fotoreporter statunitense, ucciso da un colpo d'arma da fuoco alla nuca mentre si trovava nella città di Irpin'.[148]